# Simpsons Roasting on an Open Fire
Simpsons Roasting on an Open Fire (Simpsonowie pieką się na wolnym ogniu), znany także jako The Simpsons Christmas Special (Specjalny odcinek świąteczny Simpsonów) – pierwszy pełnometrażowy odcinek pierwszego sezonu serialu animowanego Simpsonowie, choć wyprodukowany jako ósmy w kolejności. Został wyemitowany 17 grudnia 1989 roku w telewizji FOX. Scenariusz napisał Mimi Pond, a wyreżyserował David Silverman. Tytuł nawiązuje do piosenki The Christmas Song, znanej także jako Chestnusts Roasting on an Open Fire

## Streszczenie
Homer, Marge i Maggie Simpsonowie uczestniczą w świątecznym przedstawieniu w szkole podstawowej w Springfield, w którym występują m.in. Bart i Lisa. Po powrocie do domu Marge pyta dzieci, co chcą na Boże Narodzenie, na co Bart prosi o tatuaż. Gdy następnego dnia Marge i dzieci idą na zakupy, Bart wymyka się i załatwia sobie tatuaż ze słowem „Matka”. Gdy Marge się o tym dowiaduje, natychmiast zabiera syna na laserowe usunięcie rysunku – kosztuje ją to jednak wszystkie świąteczne pieniądze. Tymczasem w elektrowni atomowej w Springfield Homer dowiaduje się, że nie otrzyma bożonarodzeniowej premii.
Kiedy Homer wraca do domu i słyszy o stracie pieniędzy, decyduje się nic nie mówić rodzinie o braku spodziewanej premii. Sam wybiera się na zakupy, kupując w lombardzie tanie prezenty. W tawernie Moe spotyka przebranego za Mikołaja Barneya. Radzi mu on, by zatrudnił się w centrum handlowym jako „święty”. Homer zgadza się na to, lecz podczas wizyty w sklepie przyjaciel Barta, Milhouse zdziera mu z twarzy sztuczną brodę. Jego syn obiecuje jednak nic nie mówić reszcie rodziny.
Kiedy Homer dostaje w końcu wypłatę, z przerażeniem stwierdza, że wynosi ona zaledwie 13 dolarów. Barney, podobnie wynagrodzony, radzi mu, by spróbował sił w psich wyścigach. Za namową Barta zgadza się zaryzykować wszystkie pieniądze. Mimo zachęty ze strony Barneya, by postawić na psa imieniem Zefir, Homer w ostatniej chwili decyduje się powierzyć swoje 13 dolarów uczestnikowi z ostatniej chwili, Pomocnikowi Świętego Mikołaja. Ten jednak (rzekomo po raz dwudziesty piąty) na metę dociera ostatni i jego właściciel porzuca go. Pies dogania Simpsonów, którzy decydują się go zatrzymać. Po powrocie, tuż zanim Homer zdąża powiedzieć o swoim pechu, wszyscy uznają Pomocnika Mikołaja za świąteczny prezent i są bardzo szczęśliwi.